# Ла Фирија Норт (Тексас)
Ла Фирија Норт (енгл. La Feria North) насељено је место без административног статуса у америчкој савезној држави Тексас.

## Демографија
По попису из 2010. године број становника је 212, што је 44 (26,2%) становника више него 2000. године.
| Група             | 2000.       | 2010.       |
| Белци             | 39 (23,2%)  | 62 (29,2%)  |
| Афроамериканци    | 1 (0,6%)    | 0 (0,0%)    |
| Азијати           | 5 (3,0%)    | 0 (0,0%)    |
| Хиспаноамериканци | 128 (76,2%) | 150 (70,8%) |
| Укупно            | 168         | 212         |